# Tramaya

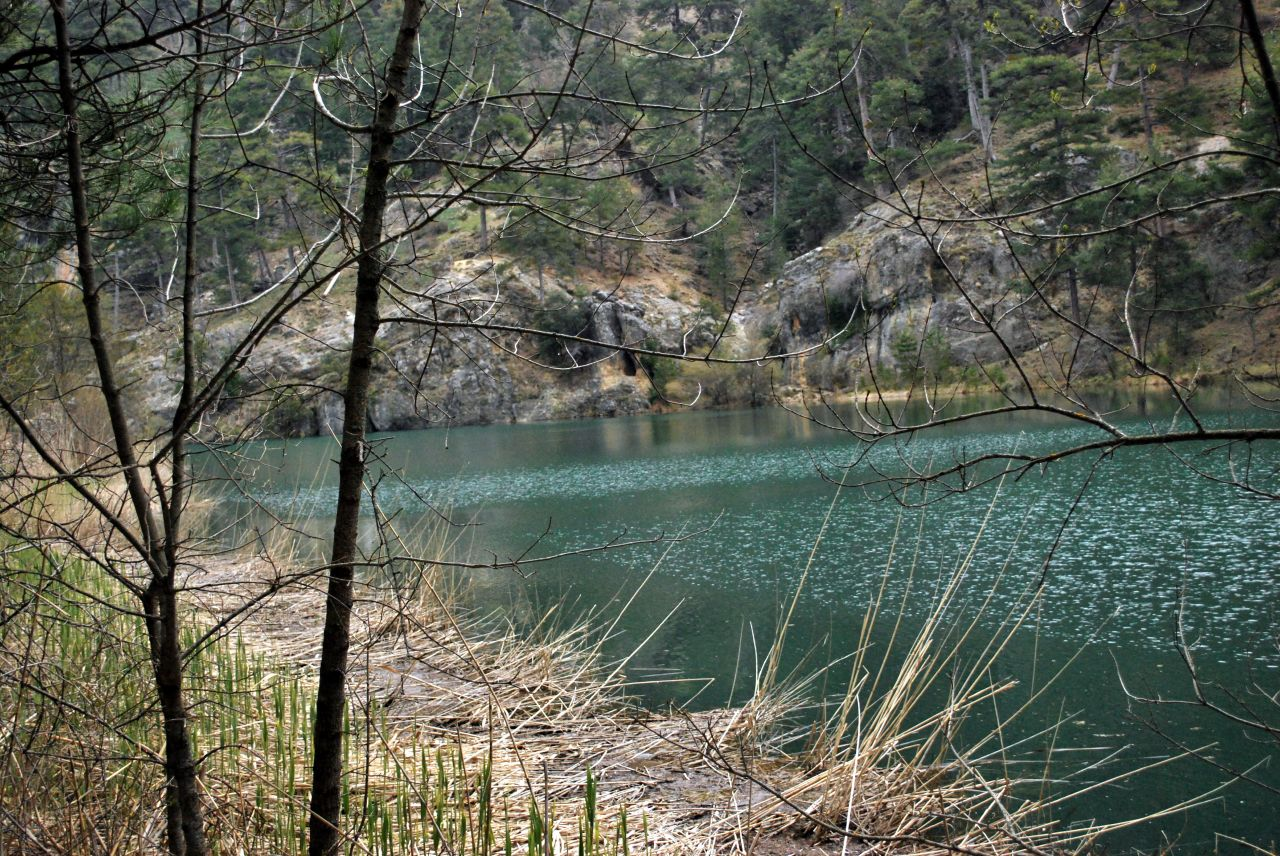
El Guadalquivir en la sierra de Cazorla.

Tramaya es una pedanía perteneciente a la localidad de La Iruela en la provincia de Jaén, Andalucía. Se encuentra cerca de la entrada al Parque natural de Cazorla, Segura y Las Villas, y por la misma discurren los arroyos de la Tramaya y Rechita, afluentes del Guadalquivir. Su área está circunscrita al código postal 23476. 
En esa pedanía se encuentra una antigua fábrica de aceite del siglo XIX que ha sido restaurada.

## Situación geográfica
Está a 6 km del centro geográfico de la población de La Iruela en la zona centro, y a una altura sobre el nivel del mar aproximada de 750,53 m s. n. m.

## Demografía
Esta pedanía tiene 60 habitantes aproximadamente. Su población aumenta en vacaciones debido al turismo rural, ya que también cuenta con varios hospedajes rurales que funcionan todo el año. Sus habitantes viven principalmente del olivo.Viva tramaya independiente
- Datos: Q16642086